# Yosegi-zaiku
Pour les articles homonymes, voir Yosegi.

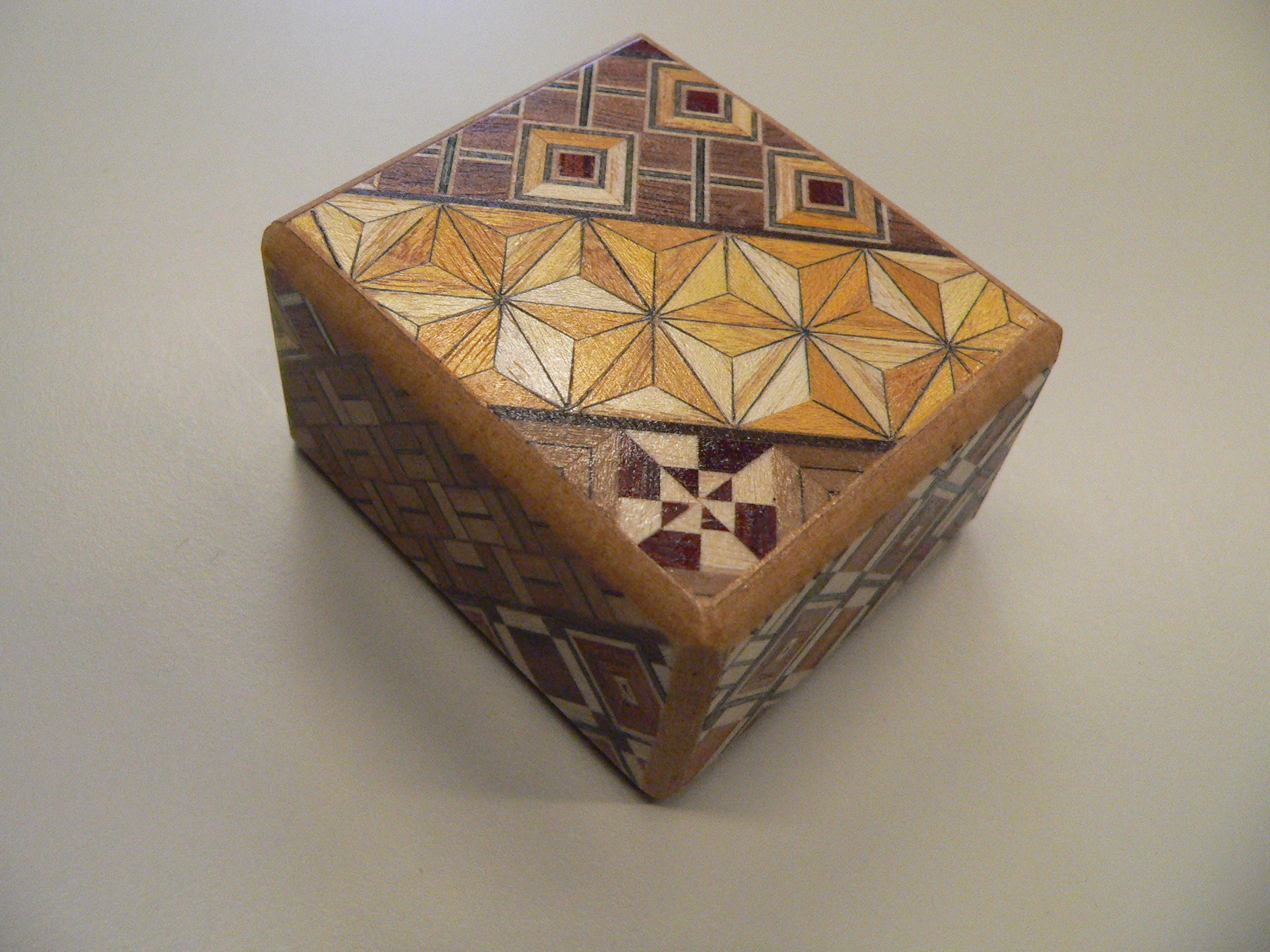
Une himitsu-bako avec un motif koyosegi.

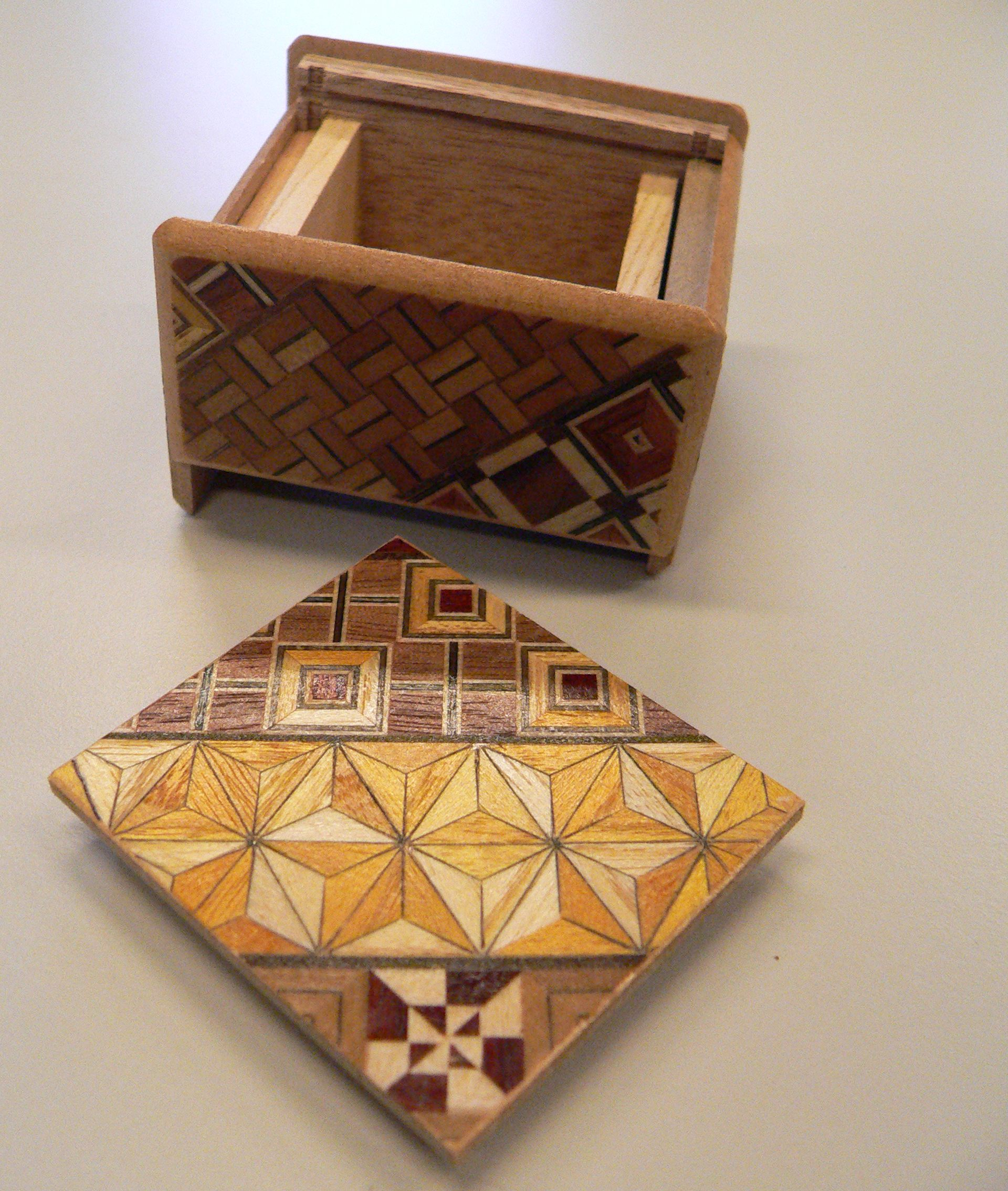
La même himitsu-bako, ouverte.

Le yosegi-zaiku (寄木細工), ou simplement yosegi (寄木), est un type de marqueterie traditionnelle japonaise apparue à la fin de la période Edo (1603 - 1867). La marqueterie yosegi est communément utilisée sur les faces extérieures des boîtes à secrets japonaises (himitsu-bako), mais décore également de nombreux autres ouvrages d'artisanats, tels que des plateaux, des coffres, des cadres de photos et des boîtes à bijoux.

## Fabrication
Le yosegi consiste en un complexe processus de marqueterie. Les différentes essences et couleurs de bois sont découpées et associées par collage pour former un motif. Ce premier élément est ensuite découpé en morceaux qui sont attachés puis collés ensemble. Le bloc ainsi obtenu est ensuite découpé en tranches à nouveau assemblées par collages, formant ainsi une plaque appelée tane-ita (種板).
Cette plaque est rabotée pour obtenir de minces feuilles de bois, les zuku, qui sont ensuite amincies puis passées au fer à repasser. Les zuku sont ensuite appliquées sur les surfaces à décorer et recouvertes d'un dernier laquage de finition.

## Utilisation dans l'artisanat japonais
Le yosegi est communément utilisé pour décorer une grande variété de produits d'artisanat en bois. L'une des utilisations les plus communes et réputée est celle des himitsu-bako, des boites à ouverture secrète japonaises.
Les boites himitsu-bako disposent d'un système d'ouverture complexe, composé de pièces mobiles que les propriétaires déplacent dans un ordre précis, réalisant une combinaison qui permet l'accès à son contenu. D'autres boites disposent d'un mécanisme interne, et c'est la pression sur un bouton dissimulé dans la marqueterie qui déclenche l'ouverture. Il existe de très nombreuses formes de boites japonaise et de motifs différents. Le travail de marqueterie du type yosegi est particulièrement adapté aux formes des pièces mobiles et aux mouvements qu'elles réalisent.
La marqueterie Hakone-yosegi-zaiku, typique de la région de Hakone, fut créé à la fin de la période Edo par un artisan local, Nihei Ishikawa (1790-1850). Le village de Hakone, situé à environ une centaine de kilomètres à l'est de Tokyo, dans la préfecture de Kanagawa, est particulièrement réputé pour ses himitsu-bako et sa marqueterie. 
L'utilisation de la marqueterie Hakone-yosegi-zaiku pour la décoration des boites himitsu-bako est tardive, et date de l'ère Meiji (1868-1912). Les premières boites à ouverture secrète, appelées sikake-bako ou tie-bako, sont relativement simples et peu décorées. Au cours du XIXe siècle, les combinaisons de mouvements des pièces mobiles se complexifient. Aux environs de 1870, les maîtres artisans Takajiro Ohkawa, Tatsunosuke Okiyama et Kikukawa intègrent la décoration yosegi-zaiku à la fabrication de ces boites, créant ainsi les premières himitsu-bako de Hakone. 
Mais les artisans actuels qui créent les himitsu-bako ne fabriquent pas eux-mêmes les zuku de yosegi-zaiku, ils se les procurent auprès d'artisans spécialisés dans leur confection. Dans la région de Hakone, le village de Hatajuku est particulièrement réputé pour cet artisanat. Le maître artisan Yamada Kikujirō qui y œuvre notamment fait partie des artisans de Hakone-yosegi-zaiku les plus connus du Japon. En 1984, le Ministère japonais de l'industrie et du commerce international a promu ce type de travail du bois au label d'artisanat traditionnel national.

## Essences
La couleur des motifs réalisés par la technique du yosegi est directement obtenue à partir de la couleur des différentes essences de bois utilisées. Dans la région de Hakone, les artisans utilisent par exemple :
- blanc : Euonymus japonicus ou Ilex macropoda ;
- noir : Katsura (arbre au caramel) âgé ;
- jaune : Picrasma quassioides, mûrier ou rhus ;
- brun : camphrier ou maackia ;
- pourpre : noyer ;
- bleu : bilimbi ;
- rouge : cèdre chinois.